# Bruchidius popovi
Bruchidius popovi is een keversoort uit de familie bladkevers (Chrysomelidae). De wetenschappelijke naam van de soort werd in 1975 gepubliceerd door Ter-Minassian.